# Una notte da leoni 3
Una notte da leoni 3 (The Hangover Part III) è un film del 2013 diretto da Todd Phillips e interpretato da Bradley Cooper, Ed Helms, Zach Galifianakis, Justin Bartha e Ken Jeong. È il sequel del film Una notte da leoni 2 (2011) ed è il capitolo finale della trilogia iniziata con Una notte da leoni (2009).

## Trama
Approfittando di una rivolta scoppiata nel carcere di massima sicurezza in cui era stato rinchiuso, Leslie Chow riesce a evadere. Nel frattempo, Alan ha smesso di prendere da circa sei mesi i suoi farmaci, portando la sua famiglia allo stremo. L'ultimo disastro che combina, trasportare per poi decapitare per errore una giraffa in autostrada, costa un pesante sfogo al padre, che, colto da infarto, muore poco dopo. Sua madre e sua sorella decidono quindi di farlo ricoverare in un istituto psicoterapeutico in Arizona: Doug si rivolge pertanto a Phil e Stu affinché il "branco" accompagni Alan nel viaggio.
Una volta in autostrada, però, i quattro vengono assaltati da uno squadrone di sicari guidati da Doug, lo spacciatore di colore del primo capitolo della saga, e il suo capo Marshall, il quale inizia a raccontare la storia del perché li abbia aggrediti: quattro anni prima, poche settimane dopo la notte folle di Las Vegas dei quattro, aveva rubato un carico di 42 milioni di dollari in lingotti d'oro a uno sceicco arrivato in città, ma Leslie Chow era riuscito a sottrargliene la metà, per poi sparire. Dopo che Chow fu arrestato a Bangkok, Marshall lo tenne sotto controllo, scoprendo che Chow e Alan si scrivevano continuamente. Dato che Chow è evaso e Alan sembra non sapere dove si trovi, Marshall decide di prendere in ostaggio Doug, dando tre giorni per ritrovare Chow e la metà del suo oro, altrimenti Doug verrà ucciso. I tre, ancora una volta, si trovano dunque costretti a vivere un'esperienza infernale.
Stu, Phil e Alan riescono a incontrare Chow a Tijuana, in Messico: nonostante Chow avesse chiesto ad Alan di venire da solo all'incontro, questi si presenta ugualmente insieme ai suoi amici, mandandolo su tutte le furie. Tuttavia i tre amici riescono a calmarlo. I quattro si dirigono quindi in un bar, dove i tre tentano di drogare Chow e condurlo così da Marshall. L'asiatico, tuttavia, scopre la droga nella bibita e, minacciando Stu con un coltello, si fa spiegare la situazione, per poi accettare di aiutare i tre. Chow conduce il branco a quella che afferma essere la sua ex villa messicana, messa sotto sequestro dalla polizia: qui, infatti, si trova la refurtiva, nascosta dietro un muro. Dopo essersi intrufolato nella villa e aver recuperato i tronchesi con la complicità dei tre, Chow li tradisce e scappa con il malloppo, chiudendo i tre nella casa, facendo scattare l'allarme e rubando l'auto di Phil.
Dopo essere stati portati alla polizia e poi scagionati, i tre scoprono così che la villa non era di Chow ma di Marshall stesso, il quale afferma che Chow, in questo modo, non ha ripreso la sua parte, bensì ha rubato anche l'altra metà, intascandosi così tutti i quarantadue milioni di dollari. Il criminale, dopo aver ucciso il suo sottoposto Doug per non essere riuscito a impedire il furto alla sua villa, intima ai tre di ritrovare Chow al più presto, dicendo loro che possono usare una sua limousine come veicolo.
Grazie allo smartphone di Alan, che rintraccia quello di Phil, rimasto nella sua auto, via GPS, i tre amici scoprono che l'asiatico è tornato a Las Vegas; quindi si recano di nuovo nella città e ritrovano l'auto davanti a un negozio di pegni, nel quale Chow ha venduto uno dei lingotti. Cassie, la proprietaria, non collabora molto con Phil e Stu, ma Alan, esercitando su di lei un incredibile fascino, riesce a farsi dare il nome dell'agenzia di accompagnatrici che Cassie aveva consigliato a Chow. I tre chiedono così aiuto a Jade, l'accompagnatrice sposata da Stu nella prima pellicola, che nel frattempo ha sposato un chirurgo, è di nuovo incinta e cresce felicemente il figlio Tyler; con questi Alan stringe un rapporto particolare e, quando i tre stanno per lasciare la casa di Jade dopo aver scoperto che Chow si trova all'attico del Caesars Palace, il bambino abbraccia Alan e questi gli regala gli occhiali da sole che gli aveva fatto indossare nella prima pellicola, dicendogli pure di essere il suo vero padre.
Phil decide di calarsi dal tetto nella camera di Chow insieme ad Alan, mentre Stu li aspetta in macchina; con qualche difficoltà i due riescono a intrufolarsi nella suite di Chow, ma questi li scopre e fugge un'altra volta, gettandosi dal terrazzo con il paracadute. Stu, informato per telefono da Phil, si getta all'inseguimento e, dopo una rocambolesca serie di incidenti, riesce a recuperare Chow, il quale viene chiuso nel bagagliaio dell'auto e condotto allo scambio con Marshall. All'incontro, dopo aver verificato se la sua parte gli è stata riconsegnata, Marshall libera Doug e crivella di colpi il bagagliaio dell'auto, credendo di uccidere Chow, ma questi esce dal tettuccio dell'auto e uccide Marshall e i suoi scagnozzi: Alan aveva aperto il pannello tra il bagagliaio e i sedili mentre prendeva l'ultima borsa contenente i lingotti; l'asiatico, riconoscente, perdona il branco, ma quando chiede ad Alan di incontrarsi la settimana successiva, questi rifiuta, dicendo che con Chow si diverte, ma il loro divertimento danneggia sia lui sia gli altri e pertanto preferisce non vederlo più. A questo punto il gruppo è pronto a tornare a casa, tuttavia Alan preferisce restare a Las Vegas per incominciare una relazione con Cassie.
Sei mesi dopo, Alan convola a nozze con Cassie e, seppur con molta amarezza, comunica ai tre amici che siccome ora è sposato non potranno più vedersi assiduamente come prima. Tuttavia, la mattina dopo il matrimonio, Alan, Phil, Stu e Cassie si risvegliano con le più improbabili devastazioni: Doug è di nuovo scomparso, Stu ha delle protesi mammarie e Alan ricorda che la torta nuziale l'aveva mandata Chow, il quale compare nudo con in mano una katana definendo quella appena trascorsa una notte da leoni; dopodiché la scimmietta del film precedente balza sopra Stu.

## Produzione
L'idea di sviluppare un terzo capitolo della saga era tra i progetti di Todd Phillips ancor prima dell'uscita di Una notte da leoni 2, infatti nel maggio del 2011 il regista dichiarò che era già stato preso in considerazione il progetto di creare un terzo film, ma che fino a quel momento non aveva ancora ideato nessuno script e nessuna data era stata fissata. Pochi giorni dopo Phillips dichiarò inoltre che aveva già le idee molto chiare sul terzo capitolo, il quale sarebbe stato quello finale e che, a differenza dei precedenti, avrebbe avuto una trama completamente diversa. Sempre nello stesso mese Craig Mazin, già co-sceneggiatore di Una notte da leoni 2, venne scelto per occuparsi anche della sceneggiatura del terzo capitolo.
Il 22 marzo 2012 la Warner Bros. annunciò che il film era in via di sviluppo e fissò quindi la data di uscita della pellicola nei cinema statunitensi a partire dal 24 maggio 2013.

### Casting
Nel gennaio del 2012 venne confermato che gli attori Bradley Cooper, Zach Galifianakis e Ed Helms erano in trattative con la Warner Bros. e che sarebbero quindi tornati a interpretare i ruoli di Phil, Alan e Stu anche nel terzo film. Il mese successivo Mike Tyson confermò che sarebbe tornato anche nel terzo film, ma nel novembre dello stesso anno tornò sui suoi passi, dicendo che non sarebbe apparso nel film.
Nel mese di luglio del 2012 si unirono al cast gli attori Ken Jeong e Mike Epps, nei rispettivi ruoli di Leslie Chow e del Doug nero e ad agosto vennero aggiunti al cast anche Heather Graham nel ruolo di Jade, Sasha Barrese nel ruolo di Tracy Billings e John Goodman nel ruolo di un antagonista simile a quello interpretato da Paul Giamatti nel secondo film. Nel mese di settembre Justin Bartha, durante un'intervista al The Stephanie Miller Show, confermò che aveva già firmato un contratto per partecipare anche al terzo film e si unirono al cast anche le attrici Melissa McCarthy e Lela Loren.

### Riprese
Le riprese del film iniziarono il 10 settembre 2012 a Los Angeles in California. Il successivo 4 ottobre le riprese si spostarono a Nogales in Arizona, dove venne ricostruito l'ingresso della città di Tijuana. Tra il 20 e il 21 ottobre vennero effettuate alcune riprese in un tratto della California State Route 73 nella Contea di Orange, e alla fine del mese la produzione si spostò a Las Vegas, dove le riprese continuarono per alcune settimane. Le riprese terminarono a Las Vegas il 16 novembre 2012.

## Distribuzione
Il primo trailer del film è stato distribuito online il 7 marzo 2013, a cui è seguito pochi minuti dopo anche la versione in italiano dello stesso. Esattamente un mese dopo è stato distribuito anche un trailer internazionale.
Il film è stato distribuito nei cinema statunitensi a partire dal 24 maggio 2013, e in quelli italiani a partire dal 30 maggio.

## Accoglienza

### Incassi
Anche il terzo capitolo della trilogia ha avuto un buon successo, tuttavia inferiore rispetto ai suoi predecessori. Realizzato con un budget di 103 milioni di dollari, il film ne ha incassati 112.200.072 negli Stati Uniti, mentre in tutto il mondo ha avuto un incasso pari a 351 milioni di dollari, rivelandosi comunque uno dei migliori incassi nel 2013. In Italia ha incassato 12,5 milioni di euro, e anche in questo caso si è rivelato uno dei film più visti in Italia nel 2013.

### Critica
Il film è stato accolto negativamente dalla critica. Sul sito di recensioni Rotten Tomatoes detiene un 20% di gradimento basato su 206 recensioni professionali, con una media di voti del 4/10. Metacritic ha invece attribuito al film un punteggio del 30 su 100, basato su 37 recensioni. La pellicola è stata inoltre candidata alla 34ª edizione dei Razzie Awards per il Peggior prequel, remake, rip-off o sequel.

## Riconoscimenti
- 2013 - Razzie Awards
  - Nomination Peggior remake, rip-off o sequel
- 2013 - Hollywood Film Awards
  - Nomination Miglior film a Todd Phillips
- 2014 - People's Choice Awards
  - Nomination Miglior film commedia
- 2013 - Golden Trailer Awards
  - Miglior commedia
- 2013 - Alliance of Women Film Journalists
  - Nomination Sequel o remake che non si sarebbe dovuto fare
- 2014 - Premio Jupiter
  - Nomination Miglior attore internazionale a Zach Galifianakis
- 2014 - Taurus World Stunt Awards
  - Nomination Miglior lavoro sodo a Haydn Dalton
- 2013 - California on Location Awards
  - Località professionale dell'anno a Gregory Alpert